# Coi (album)
Coi è il secondo album in studio della rapper statunitense Coi Leray, pubblicato nel 2023.

## Tracce
1. Bitch Girl – 1:43
2. Bops – 2:08
3. Make My Day (with David Guetta) – 2:15
4. Players – 2:18
5. My Body – 2:00
6. Get Loud – 1:50
7. Phuck It – 1:58
8. Spend It (featuring Saucy Santana) – 2:11
9. Don't Chat Me Up (with Giggs) – 2:41
10. On My Way – 1:59
11. Run It Up – 2:47
12. No Angels (featuring Lola Brooke) – 2:30
13. Man's World (with James Brown) – 3:15
14. Black Rose – 2:15
15. Radioactive (featuring Skillibeng) – 3:21
16. Come and Go – 2:44